# Friedrich Hofmann (Politiker, 1833)
Christian Friedrich Hofmann (* 7. Juli 1833 in Möschlitz; † 16. August 1893 ebenda) war ein deutscher Landwirt und Politiker.

## Leben
Hofmann war der Sohn des begüterten Einwohners Christian Heinrich Hofmann in Möschlitz und dessen Ehefrau Johanne Christiane geborene Zölstmann aus Möschlitz. Er war evangelisch-lutherischer Konfession und heiratete am 5. Juli 1892 in Neundorf bei Schleiz Sophie Elisabeth Pohl (* 4. April 1822 in Neundorf; † 24. Juli 1905 in Möschlitz), die Tochter des Einwohners Johann Gottlieb Pohl in Neundorf.
Hofmann war Bauerngutsbesitzer, Amtsschulze und Standesbeamter in Möschlitz.
Vom 6. bis zum 22. Dezember 1879 war er als Stellvertreter von Theodor von Dietel Abgeordneter im Greizer Landtag.